# サッソン・ガーベイ
サッソン・ガーベイ (Sasson Gabai) はイスラエルの俳優。

## 略歴
イラクで生まれ、子供の時にイスラエルに移住。テルアビブ大学で学ぶ。

## 主な出演作品
- スカイ・チェイサー Steal the Sky (1988)
- ランボー3/怒りのアフガン Rambo III (1988)
- ファイナル・レジェンド 呪われたソロモン The Order (2001)
- 迷子の警察音楽隊 Bikur Ha-Tizmoret (2007)

### イスラエル版への吹き替え
- ハリー・ポッターと炎のゴブレット Harry Potter and the Goblet of Fire (2005)
- サーフズ・アップ Surf's Up (2007)
- ハリー・ポッターと不死鳥の騎士団 Harry Potter and the Order of the Phoenix (2007)
- ビー・ムービー A Bee Movie (2007)

## 参照
1. ↑  “イスラエルでは超メジャー！コンペ作『迷子の警察音楽隊』の主演を直撃！【第20回東京国際映画祭】”. CINEMATODAY Inc.. (2007年10月27日) 2012年7月12日閲覧。
2. ↑  "The Band's Visit" Official Press Kit.